# Atraphaxis teretifolia
Atraphaxis teretifolia là một loài thực vật có hoa trong họ Rau răm. Loài này được (Popov) Kom. mô tả khoa học đầu tiên năm 1936.